# Color TV-Game 15
La Color TV-Game 15 est le second modèle Color TV-Game de Nintendo. Elle sort le 8 juin 1977 au prix de 18 000 ¥.
Elle fonctionne avec un adaptateur secteur, et contient quinze versions d'un jeu proche de Pong, nommé Light Tennis. Les deux joueurs commandent à l'écran leur palette respective, avec une molette fixée sur deux manettes câblées et débranchables.
Elle représente une grande réussite avec 700 000 machines vendues.
Le même mois, la Color TV-Game 6 sort parallèlement. C'est une version moins aboutie, et pour un prix moins élevé. Elle fonctionne avec des piles, dispose de deux molettes fixées directement sur la console, et propose six versions de Light Tennis. Les spécialistes affirment qu'elle aurait servi à mettre en valeur les qualités de la Color TV-Game 15. Elle se vendit tout de même à plus de 360 000 exemplaires.
Ces consoles connaîtront un grand succès et inciteront Nintendo à poursuivre dans ce domaine.

## Divers
Elle apparaît dans Super Smash Bros. for Nintendo 3DS / for Wii U et Super Smash Bros. Ultimate en trophée aide. C'est le plus ancien personnage de Nintendo avec Shériff dans les années 1970.